# Jintang, Guangdong
Jintang (kinesiska: 金塘) är en köping i sydöstra Kina. Den ligger i stadsdistriktet Maonan i staden Maoming i provinsen Guangdong, omkring 290 kilometer sydväst om provinshuvudstaden Guangzhou. Antalet invånare är 60 774. Befolkningen består av 29 470 kvinnor och 31 304 män. Barn under 15 år utgör 23,0 %, vuxna 15-64 år 66 %, och äldre över 65 år 9,0 %.